# Bandy i Japan
Bandy är en relativt ny sport i Japan. Ett nationellt förbund, Japans bandyförbund, bildades i april 2011. Förbundets huvudkontor ligger i Osaka. Den 30 juni 2011 blev det japanska bandyförbundet medlem i det internationella bandyförbundet Federation of International Bandy (FIB). 
Japan gjorde sin världsmästerskapsdebut vid världsmästerskapet i bandy för herrar 2012. Det japanska herrlandslaget kom tvåa i C-gruppen efter Estland. I sin första landskamp förlorade Japan mot just Estland med 6-2. 
I oktober 2011 sände Japan en femmannadelegation till ABB Arena Syd i Västerås för en utbildningsvecka som FIB ordnade för länder som inte spelar i A-gruppen i herrarnas VM.
Japanska bandyförbundet har skrivit under ett samarbetsavtal med SKA Neftianik och Chabarovsk krajs bandyförbund.
2015 bildades JiG BANDY CLUB i Osaka och 2016 Waseda Bandy Club i Tokyo.
De två lagen och Team Kushiro deltog i januari 2017 i det första nationella mästerskapet. Det spelades på Hokkaidō, i Akan,som sedan 2005 är en del av Kushiro. Planen var dock inte fullstor. JiG BANDY CLUB blev mästare.Man siktar på att turneringen ska bli större i framtiden. Landslagets kapten Gen Ishioka skulle i förväg besöka Chabarovsk för att lära sig hur man bereder naturis.
I april 2017 blev det klart att en fullstor bana skulle bli av säsongen 2017-18, i Shintoku på Hokkaidō. Sommaren 2017 bildades en organisation där och rinkbandyaktiviteter tog sin början. Den stora banan blev iordningställd i mitten av december och det första nationella mästerskapet hölls där i januari 2018. Förutom hemmalaget deltog även FACE OFF från Kushiro och Team Tokyo, det senare med spelare från två universitet, nämnda Waseda samt Meiji. Dessutom var spelare från Osaka med i alla lag.
Man siktar på att sporten ska sprida sig över landet.
Det uppgavs vara klart att Japan skulle  delta med ett studentlandslag i herrturneringen vid Vinteruniversiaden 2019, men till slut blev det ändå inte så.
Japans damlandslag bildades i januari 2019 och man bestämde sig för att VM-debutera 2020.